# Ла Ка ди Сото (Болоња)
Ла Ка ди Сото (итал. La Cà di Sotto) је насеље у Италији у округу Болоња, региону Емилија-Ромања.
Према процени из 2011. у насељу је живело 6 становника. Насеље се налази на надморској висини од 613 м.